# Тапо-лока
Тапо-лока (санскр. Tapo-loka) або Тапар-лока (Tapar-loka), тобто місце спокути, каяття - у індійської пізнішої міфологічної космографії одне з відділень небес, в якому мешкають вогнетривкі напівбожественних істоти або тіні Вайрагья (Vairâgîs), Вайрадж (Vairâjas) або Вайбхраджа (Vaibhrâjas). З часом вони можуть перейти у відділення Сатьялока, де перебувають Брахма і душі праведних, звільнені від другого народження. Таким чином, Тапо-лока є чимось у роді індійського чистилища. Поема Кашікханда (частина Сканда-Пурани) пояснює цей перехід тим, що в Тапо-лока перебувають душі аскетів, жебраків, анахоретів і каються, які скоїли весь цикл суворих аскетичних вправ. 
| Прапор Індії | Це незавершена стаття про Індію. Ви можете допомогти проєкту, виправивши або дописавши її. |

1. ↑  тапа-лока | advayta.org. www.advayta.org (англ.). Процитовано 7 квітня 2025.